# Krokoms pastorat
Krokoms pastorat är ett pastorat i Norra Jämtlands kontrakt i stiftet Härnösands stift i Svenska kyrkan.
Pastoratskoden är 101308.
Pastoratet bildades 2018 och omfattar följande församlingar:
- Föllingebygdens församling
- Offerdals församling
- Alsens församling
- Rödöns församling
- Näskotts församling
- Aspås församling
- Ås församling